# Nina Hemmingsson
Nina Eva Kristina Hemmingsson (geboren am 30. November 1971 in Uppsala) ist eine schwedische Comiczeichnerin, Autorin sowie Cartoon- und Satirezeichnerin. Sie zeichnet hauptsächlich kürzere Comics – alternativ Einbild-Comics – oft mit einer gesellschaftskritischen Note.

## Biographie
Hemmingsson ist in Uppsala aufgewachsen. Sie hat an der Kunstakademie in Trondheim studiert und lebt in Hägersten in Stockholm. Nach eigenen Angaben zeichnet sie seit ihrer Kindheit, aber erst nach ihrem Kunststudium begann sie, Comics zu zeichnen.
Ihre Comics wurden unter anderem in Galago, Bang, der Studentenzeitung Ergo in Uppsala und auf der Kulturseite der Zeitung Aftonbladet veröffentlicht. Außerdem hat sie mehrere Comic-Alben herausgebracht. Ihr Debüt gab sie 2004 mit dem Comic-Album Hjälp! (Hilfe!), das sie gemeinsam mit Sara Olausson geschaffen hat. 2006 erschienen Jag är din flickvän nu (Ich bin jetzt deine Freundin) und Demoner – ett bestiarium (Demone – ein Bestiarium), das sie zusammen mit Harry Roos schrieb, beim Verlag Ruin. Anlässlich der Hochzeit von Kronprinzessin Victoria und Daniel Westling schuf sie für Aftonbladet das antikönigliche Prinsessan & Gemålen (Die Prinzessin und ihre Gemahle). 2009 veröffentlichte Hemmingsson Så jävla normal (So verdammt normal), ein Bilderbuch für Erwachsene. 2012 debütierte sie als Dichterin mit dem Gedichtband Det var jag som kom hem till dig (Ich war es, der zu dir nach Hause kam).
Hemmingsson zeichnet oft eine charakteristische Frauenfigur mit leeren, ausdruckslosen Augen und markanten Wimpern, die schlagfertige Repliken voller Zynismus, Humor und Pessimismus von sich gibt. Die Figur ist eine Art Alter Ego und Vorbild für Hemmingsson.
Seit 2017 ist sie auch Verlegerin beim Kartago-Verlag.
Hemmingsson war am 6. Juli 2015 zu Gast in der Sommersendung von Sveriges Radio.
Hemmingsson hat drei Kinder aus einer früheren Ehe. Sie lebt mit dem Religionshistoriker David Thurfjell zusammen.

## Werke
- 2004 – Hjälp![1] (Hilfe!) Kartago, Verlag
- 2006 – Jag är din flickvän nu[2] (Ich bin jetzt deine Freundin)
- 2007 – Roos, Harry; Hemmingsson, Nina. Demoner – ett bestiarium[3]. (Dämonen – ein Bestiarium) Ruin, Verlag
- 2007 – Edlund, Ann-Catrine; Erson, Eva; Milles, Karin; Hemmingsson, Nina; Frödin, Ulf. Språk och kön.[12] (Sprache und Geschlecht) Norstedts akademiska förlag, Verlag
- 2008 – Jonsson, Mats; Mohr, Sanna; Wedberg, Sannie; Tilt: serier om droger och alkohol.[13] ALMAeuropa., Verlag
- 2009 – Teckningar och skisser.[14] (Zeichnungen und Skizzen) Seriefrämjandet, Verlag
- 2009 – Så jävla normal.[5] (So verdammt normal). Kartago, Verlag
- 2009 – Bild & Bubbla #177.[15] (Bild und Blase #177) Seriefrämjandet, Verlag
- 2010 – Den totalt förbjudna dassboken.[16] (Das total verbotene Toilettenbuch) Mit Nyberg Andreas. Semic, Verlag
- 2011 – Mina vackra ögon.[17] (Meine schönen Augen) Kartago, Verlag
- 2012 – Det var jag som kom hem till dig.[6] (Ich war es, der zu dir nach Hause kam). Atlas, Verlag
- 2013 – Nina Hemmingsson almanacka (Nina Hemmingsson Kalender) 2014. Kartago, Verlag
- 2014 – Snyggast på festen.[18] (Am hübschesten auf der Party) Kartago, Verlag
- 2016 – Min kompis Gunnar.[19] (Mein Freund Gunnar) Kartago, Verlag
- 2017 – Pixibox.[20] 2017 Kartago, Verlag
- 2021 – Alla kan dö.[21] (Alle können sterben) Kaunitz Olsson, Verlag
- 2022 – Rum utan Titel.[22] (Zimmer ohne Titel) Kaunitz Olsson, Verlag
- 2023 – Skjut mig.[23] (Erschieß mich) Kaunitz Olsson, Verlag

## Preise und Auszeichnungen
- 2017 – Adamsonstatyetten: Die Adamson-Statue ist Schwedens erster Comic-Preis. Seit 1965 wird er jedes Jahr von der Schwedischen Comic-Akademie an verdiente (aktive oder ehemalige) Comic-Schöpfer verliehen, in der Regel an einen schwedischen und einen internationalen.
- 2012 – Karin Boyes litterära Pris: Der Karin-Boye-Literaturpreis ist ein Literaturpreis, der von der Gemeinde Huddinge in Gedenken an Karin Boye verliehen wird. Er wird an Autoren vergeben, die in den letzten zwei Jahren Werke im Geiste von Karin Boye veröffentlicht haben. Das Preisgeld beträgt 25.000 Kronen.
- Mare Kandre-priset: Der Mare-Kandre-Preis ist ein schwedischer Literaturpreis, der jährlich auf dem Internationalen Poesiefestival in Stockholm verliehen wird. Der Preis wurde in Gedenken an Mare Kandre als Zusammenarbeit zwischen der Zeitschrift 20TAL und Kandres Familie ins Leben gerufen. Der Preis soll junge Autoren auszeichnen, die im Geiste von Kandre schreiben.